# Haas VF-17
De Haas VF-17 is een Formule 1-auto die gebruikt wordt door het Haas F1 Team in het seizoen 2017.

## Onthulling
Op 25 februari 2017 lekte een foto van de VF-17 uit terwijl deze getest werd op het Circuit de Barcelona-Catalunya. Een dag later, op 26 februari, werd de auto officieel onthuld door middel van het plaatsen van foto's op het internet. De auto wordt bestuurd door Romain Grosjean, die zijn tweede seizoen met het team ingaat, en de van Renault overgekomen Kevin Magnussen, die Esteban Gutiérrez vervangt.

## Resultaten
| Kleur  | Resultaat                              |
| ------ | -------------------------------------- |
| Goud   | Winnaar                                |
| Zilver | Tweede plaats                          |
| Brons  | Derde plaats                           |
| Groen  | Gefinisht (punten behaald)             |
| Blauw  | Gefinisht (geen punten behaald)        |
| Blauw  | Niet geklasseerd (NC)                  |
| Paars  | Uitgevallen (DNF)                      |
| Rood   | Niet gekwalificeerd (DNQ)              |
| Zwart  | Gediskwalificeerd (DSQ)                |
| Wit    | Niet gestart (DNS)                     |
| Blanco | Gewond (INJ)                           |
| Blanco | Uitgesloten (EX)                       |
| Blanco | Teruggetrokken (WD) / Niet deelgenomen |
| P      | Poleposition                           |
| S      | Snelste ronde                          |

| Jaar | Chassis    | Motor       | Banden | Coureurs        | 1   | 2   | 3   | 4   | 5   | 6   | 7   | 8   | 9   | 10  | 11  | 12  | 13  | 14  | 15  | 16  | 17  | 18  | 19  | 20  | Punten | WK-plaats |
| ---- | ---------- | ----------- | ------ | --------------- | --- | --- | --- | --- | --- | --- | --- | --- | --- | --- | --- | --- | --- | --- | --- | --- | --- | --- | --- | --- | ------ | --------- |
| 2017 | Haas VF-17 | Ferrari 062 | P      |                 | AUS | CHN | BHR | RUS | SPA | MON | CAN | AZE | OOS | GBR | HON | BEL | ITA | SIN | MAL | JPN | VST | MEX | BRA | ABU | 47     | 8         |
| 2017 | Haas VF-17 | Ferrari 062 | P      | Romain Grosjean | DNF | 11  | 8   | DNF | 10  | 8   | 10  | 13  | 6   | 13  | DNF | 7   | 15  | 9   | 13  | 9   | 14  | 15  | 15  | 11  | 47     | 8         |
| 2017 | Haas VF-17 | Ferrari 062 | P      | Kevin Magnussen | DNF | 8   | DNF | 13  | 14  | 10  | 12  | 7   | DNF | 12  | 13  | 15  | 11  | DNF | 12  | 8   | 16  | 8   | DNF | 13  | 47     | 8         |
| Jaar | Chassis    | Motor       | Banden | Coureurs        | 1   | 2   | 3   | 4   | 5   | 6   | 7   | 8   | 9   | 10  | 11  | 12  | 13  | 14  | 15  | 16  | 17  | 18  | 19  | 20  | Punten | WK-plaats |

Ferrari SF70H ·
Force India VJM10 ·
Haas VF-17 ·
McLaren MCL32 ·
Mercedes F1 W08 EQ Power+ ·
Red Bull RB13 ·
Renault R.S.17 ·
Sauber C36 ·
Toro Rosso STR12 ·
Williams FW40